# الکساندر گالووی
الکساندر گالووی (انگلیسی: Alexander Galloway; ۳ نوامبر ۱۸۹۵ – ۲۸ ژانویهٔ ۱۹۷۷) فرد نظامی اهل بریتانیا بود. وی همچنین برندهٔ جوایزی همچون صلیب نظامی شده‌است.